# 山田辰業
山田 辰業（やまだ ときなり）は、戦国時代から安土桃山時代にかけての武将。塩谷氏の家臣。

## 略歴
山田氏は塩谷氏の家老の一族であり、塩谷郡の有力土豪。天文13年（1544年） 、下野国塩谷郡山田城主・山田寛業の子として誕生。
天正12年（1584年）8月初め、主君・塩谷義綱の命により、那須氏領の薄葉・平沢に攻め寄せた。この際、山田勢は青田刈りを行い、那須記は「青稲を刈り馬草とす。民難儀に及ぶこと度々なり」と記す。同18日、那須氏の一族である福原資孝・資広父子が出陣し、山田勢は撤退するが、この一件は、両者の間に遺恨を残すことになった。
翌天正13年（1585年）3月8日、那須氏当主・那須資晴が三百余騎を率いて、辰業の所領北部の金沢に攻め込むと、辰業は、塩谷氏重臣・岡本氏宗と共に百余騎を率いて出陣。緒戦は弓や鉄砲隊による攻撃を仕掛けるが、やがて白兵戦となり、那須方の先陣・沢村五郎率いる五十余騎を蹴散らす。しかし、資晴の本隊に敗れ撤退する。この際、那須勢は、塩谷領北部の金沢・泉・田野原・伊佐野の地を焼き払っている。
那須勢の侵攻に対し、塩谷氏の本家である宇都宮国綱は、那須氏の居城・烏山城を攻めるべく二千五百余騎を率いて出陣。塩谷義綱の進言により、直接烏山には向かわず、まずは、那須領の最前線の拠点である沢村城や佐久山城を落とすべく、塩谷領泉に進出する。これに対し、烏山に引き上げていた資晴は改めて一千余騎を率いて出陣。両勢は、薄葉ヶ原で対峙した（薄葉ヶ原の戦い）。
薄葉ヶ原の戦いでは、宇都宮勢と那須勢の総力戦となり、辰業は、宇都宮勢の先陣として戦う。同年3月25日、塩谷氏の与力である岡本氏宗や渋垂修理、玉生大内蔵ら16騎と共に資晴を討ち取るべく那須勢の本隊に突撃し、那須勢の蘆野資泰の陣で資達を討ち取る寸前まで追い込むも、その家来・神田次郎に組み倒され討ち取られる。享年42。
その後、那須勢は、辰業の所領に攻め込み山田城を落として村落を焼き払った。山田が薄葉ヶ原に近く、塩谷領の最前線であったこともあるが、那須勢が山田の地だけを徹底的に焼き払ったのは、先の遺恨があっての報復であった。その後も、辰業の子・親業が山田を治めるが、主君・塩谷氏が改易されると、山田一族は四散して一部は黒子と名乗り、親業は、常陸国笠間に逃れ土着し、子孫を残した。